# Filip 2. af Savoyen
Filip 2. af Savoyen (kendt som Filip uden land) (5. februar 1438 i Chambéry – 7. november 1497 i Chambéry) var kortvarig hertug af Savoyen fra 1496 og indtil sin død i 1497. 
Filip 2. blev forfader til Sardiniens konger i 1730–1861 og til Italiens konger i 1861–1946.

## Forfædre
Han var søn af Ludvig 1. af Savoyen og Anne af Cypern (1418–1462) samt sønnesøn af Modpave Felix 5..
Filip 2. var oldesøn af Filip den Dristige, hertug af Burgund, Margarete 3. af Flandern og Jean 1. af Bourbon-La Marche samt tipoldesøn af Bonne af Bourbon, grevinde af Savoyen, Johan af Berry, kong Johan 2. af Frankrig, Bonne af Luxemburg og Jakob 1. af Bourbon-La Marche. 

## Filip uden land
Filip 2. var en yngre søn. Ved forældrenes død fordelte de ældre søskende (og nogle af deres efterkommere) forældrenes besiddelser imellem sig. 
Filip fik kun tildelt et lille område nær Bourg-en-Bresse, men dette område var i det meste af tiden besat af franske vasaller (Dauphiné og Burgund). 
Indtil kort tid før sin død var Filip derfor uden land. 

## Familie
Filip 2. var gift to gange.
Filips første gemalinde var Margarete af Bourbon (1438–1483).  Hun var datterdatter af Johan den Uforfærdede, hertug af Burgund og Margareta af Bayern-Straubing samt oldedatter af Louis 2. af Bourbon, Johan af Berry, Filip den Dristige, hertug af Burgund, Margarete 3. af Flandern. 
Louise af Savoyen var deres ældste barn. Hun blev gift med Karl af Angoulême. Louise var Frankrigs regent i 1515, 1525-1526 og i 1529.
Karl og Louise fik børnene:
- Margrete d'Angoulême (1492 – 1549),[5] der blev dronning af Navarra og mormor til kong Henrik 4. af Frankrig.
- François d'Angoulême (1494 – 1547), der blev kong Frans 1. af Frankrig.

Frans 1. blev far til Margarete af Valois-Angoulême, hertuginde af Berry (1523–1574), der var gift med sin slægtning hertug Emanuele Filiberto af Savoyen.
Filip 2. og Margarete af Bourbon blev også forældre til Filiberto 2., der var hertug af Savoyen fra 1497 til 1504.
Filips anden gemalinde var Claudine de Brosse (1450–1513). De fik seks børn. Karl 3. af Savoyen var den ældste, og han blev hertug fra 1504 til 1553.